# Wyżary

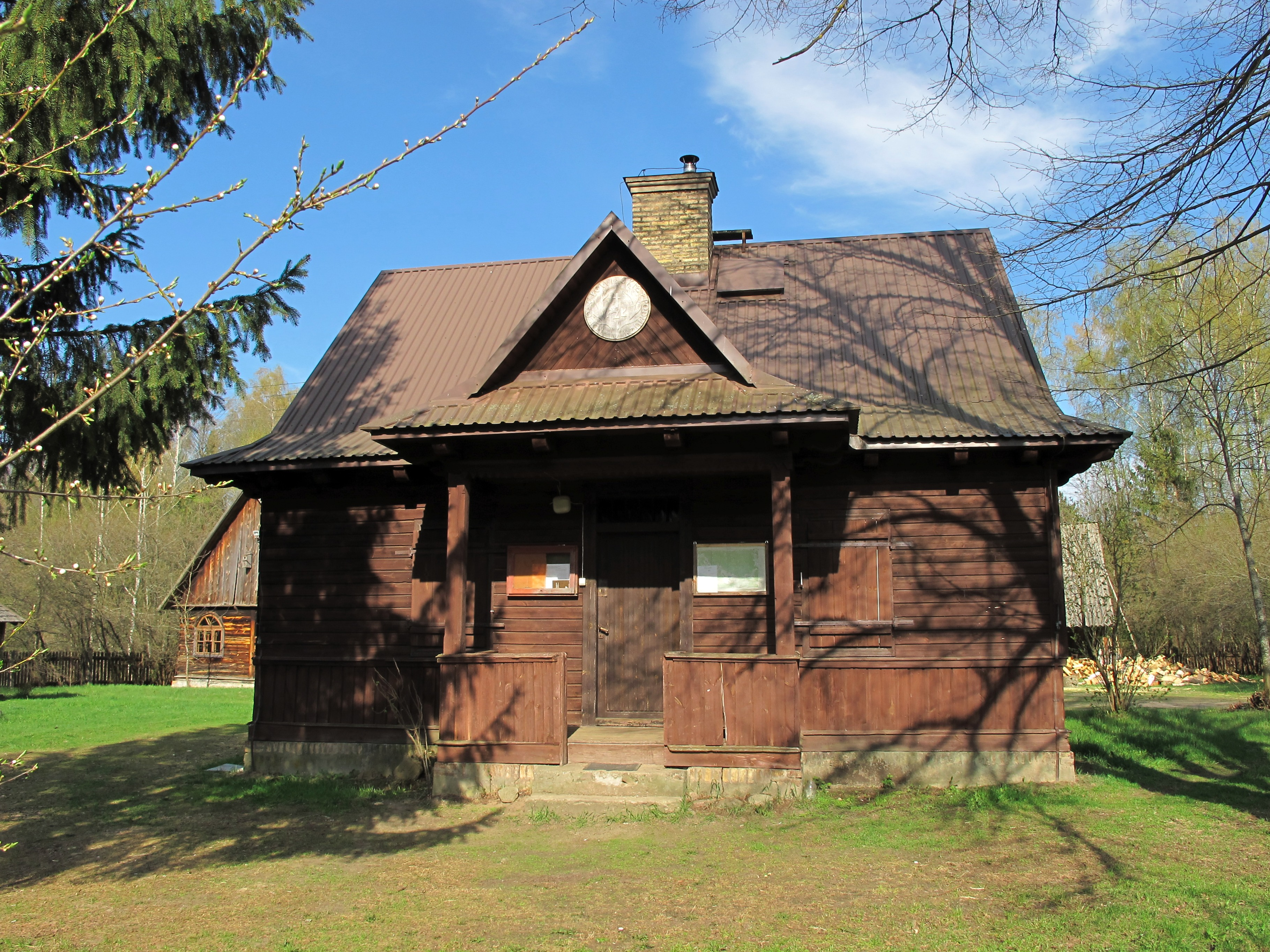
Gajówka Wyżary

Wyżary – osada leśna śródleśna, dawniej gajówka w Polsce położona na Uroczysku Wyżary w województwie podlaskim, w powiecie białostockim, w gminie Gródek.

## Opis
W latach 1975–1998 miejscowość administracyjnie należała do województwa białostockiego.
W latach 80. XX w. dzierżawiona przez Studencki Klub Jeździecki w Warszawie jako baza dla letnich obozów jeździeckich.
Obecnie stanowi domek myśliwski Koła Łowieckiego „Podmuch”.